# Linia kolejowa Kozłowa Ruda – Świdziszki
Linia kolejowa Kozłowa Ruda – Świdziszki – linia kolejowa na Litwie łącząca stację Kozłowa Ruda z granicą państwową z Polską.
Linia położona jest w okręgach mariampolskim i olickim. Na całej długości jest niezelektryfikowana i jednotorowa. Równolegle do linii, wzdłuż jej całej długości, biegnie drugi tor o rozstawie 1435 mm, będący częścią Rail Baltica.

## Historia
Fragment Szostaków – granica państwa został oddany do użytku w 1899 jako część kolei zaniemeńskiej łączącej Grodno, Suwałki i Orany. Po zakończeniu I wojny światowej linia ta została przedzielona granicą polsko-litewską, w wyniku czego przerwane zostało bezpośrednie połączenie z pozostałą częścią litewskiej sieci kolejowej. Z tego powodu władze Litwy Kowieńskiej postanowiły wybudować linię z Kozłowej Rudy do Szostakowa. Prace przeprowadzano w latach 1922–1923.
W okresie międzywojennym oraz w czasach komunistycznych linia nie była wykorzystywana w pasażerskim ruchu transgranicznym z Polską. Pociąg z Szostakowa do Polski pojawił się po raz pierwszy w rozkładzie jazdy na lata 1992–1993.
Początkowo linia leżała w Imperium Rosyjskim, w latach 1918–1940 położona była na Litwie, następnie w Związku Sowieckim (1940–1991). Od 1991 ponownie znajduje się w granicach niepodległej Litwy.